# 150 Nuwa
A 150 Nuwa a Naprendszer kisbolygóövében található aszteroida. James Craig Watson fedezte fel 1875. október 18-án.